# Тваймен, Джек
Джон Ке́ннеди «Джек» Тва́ймен (иногда Тви́мен англ. John Kennedy "Jack" Twyman; 21 мая 1934, Питтсбург, штат Пенсильвания, США — 30 мая 2012, Цинциннати, штат Огайо, США) — американский профессиональный баскетболист и спортивный комментатор, выступавший в Национальной баскетбольной ассоциации за команду «Рочестер / Цинциннати Роялз». Играл на позиции лёгкого форварда. Член Зала славы баскетбола.

## Профессиональная карьера
После успешных выступлений за студенческую баскетбольную команду университета Цинциннати (24,6 очка и 16,5 подбора в среднем за игру последнего сезона), Джек Тваймен был выбран под общим восьмым номером на драфте 1955 года командой «Рочестер Роялз». Клуб возглавил Бобби Уонзер, который заменил на этом посту одного из братьев-основателей клуба Леса Харрисона. С первого сезона они вместе с партнёром по драфту Морисом Стоуксом стали лидерами команды, особенно после ухода посреди сезона самого результативного игрока «Рочестера» Джека Колмана. Тваймен отлично себя показывает во всех играх и следующего сезона, став по его итогам самым результативным игроком команды с 16,3 очка в среднем за игру. Однако «Роялз» уже второй раз не вышли даже в плей-офф НБА, хотя доселе команда не пропускала ни одной серии с начала основания.
Перед сезоном 1957/58 клуб переезжает в Цинциннати и приобретает Клайда Лавлетта взамен первого номера предстоящего драфта Рода Хандли и ещё несколько важных игроков. В первом сезоне после переезда «Роялз» с самым результативным в команде Лавлеттом, Стоуксом, который собирал более 18 подборов за игру и Твайменом с результативностью 17,2 очка и 6,4 подбора были очень настроены на высокие места в лиге. Джек был во второй раз приглашён на Матч всех звёзд, однако в конце сезона из-за травмы завершил карьеру Морис Стоукс. И хотя «Цинциннати» удалось прервать серию из невыходов в плей-офф, в первом же раунде клуб проиграл «Детройт Пистонс» 0—2. Перед следующим сезоном команду покинул Лавлетт в обмен на молодых игроков, а на драфте под первым номером «Роялз» выбрали Сихуго Грина, хотя под вторым номером ушла будущая суперзвезда НБА Билл Расселл. Уже в начале Уэнзер оставил свой пост после серии 3—15 и команду возглавил Том Маршалл, а Тваймен очень сильно прибавил в игровых качествах и улучшил личную статистику. И хотя 25,8 очка, 9,1 подбора и 2,9 передачи закрепили звание лидера «Цинциннати Ройялз» за Джеком Твайменом, он был единственным игроком с результатом более 15 очков за матч и команда выдала свой самый провальный сезон.
Ситуация не улучшилась и в сезоне 1959/60: Джек как и в предыдущих сезонах отыграл все игры сезона и впервые был включён в сборную всех звёзд, снова повысив результативность до 31,2 очка и 8,9 подбора за игру. Тем самым он стал первым вместе с Уилтом Чемберленом баскетболистами НБА, которым удалось набирать более тридцати очков в среднем за игру сезона. После неудачного сезона команду принял Чарльз Вольф, который пришёл к выбору одного из самых талантливых игроков за несколько лет Оскара Робертсона под первым номером и одновременно территориальным драфтом. Также с Олимпиады вернулся Боб Бузер — прошлогодний первый выбор «Роялз», который решил выступить за сборную, пожертвовав годом в НБА. Сезон прошёл для Тваймена удачно: 25,3 очка и 8,5 подбора в среднем за игру и второе место по результативности после суперзвёздного новичка года Робертсона. Несмотря на то, что команда в конце сезона выдала победный спурт, им не хватило этого для выхода в плей-офф. И только в сезоне 1961/62 «Цинциннати Роялз» впервые за семь лет закончили сезон с положительной разницей побед и поражений и прошли в стадию плей-офф. Лидером команды стал молодой Оскар Робертсон с трипл-даблом в среднем за игру сезона, а Тваймен и молодой Уэйн Эмбри поддерживали его, имея хорошую статистику. Однако уже в первом раунде «Цинциннати» проиграли серию «Детройт Пистонс» со счётом 1—3. Следующий сезон они также закончили с хорошим результатом, однако в серии плей-офф оступились будущим чемпионам «Бостон Селтикс». К сезону 1963/64 к клубу присоединился их территориальный выбор Джерри Лукас, также как и Бузер захотевший играть на Олимпийских играх и выигравший их. В этом сезоне Тваймен впервые в карьере пропустил игру регулярного сезона и снижает среднюю результативность до 15,9 очка, а «Роялз» снова проиграли в финале Восточной конференции «Бостону». После ещё двух сезонов Джек Тваймен решает завершить карьеру в 32-летнем возрасте, имея множество рекордов клуба, включая тогдашний рекорд по очкам (15 840) и играм (823).
«Сакраменто Кингз» навечно закрепил игровой номер 27 за Твайменом, а в 1983 году игрок был включён в Зал славы баскетбола.

## Вне площадки
Джек также был известен своей гуманитарной деятельностью. Он стал опекуном для своего бывшего партнёра по команде Мориса Стоукса, который остался парализован после черепно-мозговой травмы в конце его третьего сезона и финансово ему помогал.
После завершения карьеры Тваймен с 1967 по 1974 годы работал вместе с Крисом Шенкелем в качестве аналитика на канале NBS.
Позже он стал исполнительным директором одной продовольственной компании, которую продал в 1996 году, выручив за неё более 3 млн $. В 2004 году на церемонии введения в Зал славы баскетбола Тваймен получил награду от имени Стоукса.
30 мая 2012 года Джек Тваймен умер от одной из форм рака крови в возрасте 78 лет в городе Цинциннати.

## Статистика

### Статистика в НБА
| Сезон                                                                                    | Команда          | Регулярный сезон | Регулярный сезон | Регулярный сезон | Регулярный сезон | Регулярный сезон | Регулярный сезон | Регулярный сезон | Регулярный сезон | Регулярный сезон | Регулярный сезон | Регулярный сезон | Серия плей-офф | Серия плей-офф | Серия плей-офф | Серия плей-офф | Серия плей-офф | Серия плей-офф | Серия плей-офф | Серия плей-офф | Серия плей-офф | Серия плей-офф | Серия плей-офф |
| Сезон                                                                                    | Команда          | GP               | GS               | MPG              | FG%              | 3P%              | FT%              | RPG              | APG              | SPG              | BPG              | PPG              | GP             | GS             | MPG            | FG%            | 3P%            | FT%            | RPG            | APG            | SPG            | BPG            | PPG            |
| ---------------------------------------------------------------------------------------- | ---------------- | ---------------- | ---------------- | ---------------- | ---------------- | ---------------- | ---------------- | ---------------- | ---------------- | ---------------- | ---------------- | ---------------- | -------------- | -------------- | -------------- | -------------- | -------------- | -------------- | -------------- | -------------- | -------------- | -------------- | -------------- |
| 1955/56                                                                                  | Рочестер Роялз   | 72               |                  | 30,4             | 42,2             |                  | 68,5             | 6,5              | 2,4              |                  |                  | 14,4             | Не участвовал  | Не участвовал  | Не участвовал  | Не участвовал  | Не участвовал  | Не участвовал  | Не участвовал  | Не участвовал  | Не участвовал  | Не участвовал  | Не участвовал  |
| 1956/57                                                                                  | Рочестер Роялз   | 72               |                  | 32,5             | 43,9             |                  | 76,0             | 4,9              | 1,7              |                  |                  | 16,3             | Не участвовал  | Не участвовал  | Не участвовал  | Не участвовал  | Не участвовал  | Не участвовал  | Не участвовал  | Не участвовал  | Не участвовал  | Не участвовал  | Не участвовал  |
| 1957/58                                                                                  | Цинциннати Роялз | 72               |                  | 30,3             | 45,2             |                  | 77,5             | 6,4              | 1,5              |                  |                  | 17,2             | 2              |                | 37,0           | 33,3           |                | 58,3           | 11,0           | 0,5            |                |                | 18,5           |
| 1958/59                                                                                  | Цинциннати Роялз | 72               |                  | 37,7             | 42,0             |                  | 78,3             | 9,1              | 2,9              |                  |                  | 25,8             | Не участвовал  | Не участвовал  | Не участвовал  | Не участвовал  | Не участвовал  | Не участвовал  | Не участвовал  | Не участвовал  | Не участвовал  | Не участвовал  | Не участвовал  |
| 1959/60                                                                                  | Цинциннати Роялз | 75               |                  | 40,3             | 42,2             |                  | 78,5             | 8,9              | 3,5              |                  |                  | 31,2             | Не участвовал  | Не участвовал  | Не участвовал  | Не участвовал  | Не участвовал  | Не участвовал  | Не участвовал  | Не участвовал  | Не участвовал  | Не участвовал  | Не участвовал  |
| 1960/61                                                                                  | Цинциннати Роялз | 79               |                  | 37,0             | 48,8             |                  | 73,1             | 8,5              | 2,8              |                  |                  | 25,3             | Не участвовал  | Не участвовал  | Не участвовал  | Не участвовал  | Не участвовал  | Не участвовал  | Не участвовал  | Не участвовал  | Не участвовал  | Не участвовал  | Не участвовал  |
| 1961/62                                                                                  | Цинциннати Роялз | 80               |                  | 37,4             | 47,9             |                  | 81,1             | 8,0              | 2,7              |                  |                  | 22,9             | 4              |                | 37,3           | 43,6           |                | 100,0          | 7,3            | 3,0            |                |                | 19,0           |
| 1962/63                                                                                  | Цинциннати Роялз | 80               |                  | 32,8             | 48,0             |                  | 81,1             | 7,5              | 2,7              |                  |                  | 19,8             | 12             |                | 34,2           | 44,9           |                | 84,4           | 8,2            | 2,5            |                |                | 20,8           |
| 1963/64                                                                                  | Цинциннати Роялз | 68               |                  | 29,4             | 45,0             |                  | 82,9             | 5,4              | 2,0              |                  |                  | 15,9             | 10             |                | 35,4           | 47,2           |                | 79,6           | 8,7            | 1,6            |                |                | 20,5           |
| 1964/65                                                                                  | Цинциннати Роялз | 80               |                  | 28,0             | 44,3             |                  | 82,8             | 4,8              | 1,7              |                  |                  | 14,5             | 4              |                | 24,3           | 39,6           |                | 100,0          | 4,3            | 0,8            |                |                | 12,3           |
| 1965/66                                                                                  | Цинциннати Роялз | 73               |                  | 12,9             | 45,0             |                  | 81,2             | 2,3              | 0,8              |                  |                  | 7,4              | 2              |                | 5,5            | 50,0           |                | 50,0           | 1,0            | 0,0            |                |                | 2,5            |
|                                                                                          | Всего            | 823              |                  | 31,8             | 45,0             |                  | 77,8             | 6,6              | 2,3              |                  |                  | 19,2             | 34             |                | 32,2           | 44,1           |                | 82,4           | 7,5            | 1,8            |                |                | 18,3           |
| Наведите курсор мыши на аббревиатуры в заголовке таблицы, чтобы прочесть их расшифровку. |                  |                  |                  |                  |                  |                  |                  |                  |                  |                  |                  |                  |                |                |                |                |                |                |                |                |                |                |                |